# Фордицидии
Фордицидии (лат. Fordicidia, Hordicidia или Hordicalia) — древнеримский праздник плодородия, отмечавшийся в течение двух дней после апрельских Ид (15 апреля) в честь божества Матери-земли Теллус. В эти дни в присутствии весталок в жертву приносились 30 стельных коров, по одной от каждой курии, для обеспечения плодородия в наступающему году. Вынутых из чрева телят весталки сжигали, а пепел хранили до празднества Парилий.
По легенде Фордицидии учредил правивший с конца VIII по начало VII в. до н. э. царь Древнего Рима Нума Помпилий по предписанию Фавна, явившегося правителю во сне в священном лесу для того, чтобы выяснить причину неурожаев. Фавн задал загадку, ответ на которую помог бы умиротворить Теллус: ему следовало принести в жертву тёлку, которая даст две души. Проснувшись, Нума велел пожертвовать богине стельную корову — следующий год был обильным и на урожай, и на приплод скота.
Как и большинство римских праздников времён Республики Фордицидии отсутствуют в Календаре 354 года после принятия христианства в государстве.